# Melesse
Melesse là một xã trong tỉnh Ille-et-Vilaine, thuộc vùng hành chính Bretagne của nước Pháp, có dân số là 5.164 người (thời điểm 1999). Thành phố lớn gần đấy là Rennes (cách 12 km). Cũng nằm gần đấy là Saint-Malo và Mont-Saint-Michel.

## Dân số
Người dân ở Melesse được gọi là Melessiens.
| 1962                                            | 1968 | 1975 | 1982 | 1990 | 1999 | 2006  |
| ----------------------------------------------- | ---- | ---- | ---- | ---- | ---- | ----- |
| 1941                                            | 2119 | 3200 | 4231 | 4675 | 5164 | ~5800 |
| Starting in 1962: Population without duplicates |      |      |      |      |      |       |